# Greniera brachiata
Greniera brachiata är en tvåvingeart som först beskrevs av Rubstov 1961.  Greniera brachiata ingår i släktet Greniera och familjen knott. Arten är reproducerande i Sverige. Inga underarter finns listade i Catalogue of Life.